# Michel Korochansky
Mardoché Léon Kharchansky, dit Michel Korochansky, né le 25 février 1866 à Odessa et mort à Montigny-sur-Loing le 26 juin 1925 est un peintre français, d'origine ukrainienne.

## Biographie
Mardoché Léon Kharchansky est le fils de Jacob et Rose Kharchansky.
À l'Académie Julian, il est l'élève de William Bouguereau et Tony Robert-Fleury; il expose au Salon à partir de 1887.
En 1893, il épouse à Paris, Laëtitia Léontine Noël, en présence du compositeur Ossip Loew et du graveur Félix Rasumny. 
Ami du peintre Numa François Gillet, il découvre et emménage à Montigny-sur-Loing, où naît leur fille Christiane qui deviendra peintre également.
Il obtient la nationalité française en 1906.
Au Salon des artistes français de 1910, il obtient une mention honorable.
Il meurt le 26 juin 1925 à Montigny-sur-Loing.

## Publication
Il illustre entre autres :
- Histoire d'une petite fille russe de Vera Jelikhovskaïa, traduction de Léon Golschmann ;
- L'Âme russe. Contes choisis de Pouchkine, Gogol, Tourguénev, Dostoïevsky, Garchine, Léon Tolstoï, traduction de Léon Golschmann et Ernest Jaubert[4].